# Eulobus
Eulobus Nutt. ex Torr. & A.Gray – rodzaj roślin z rodziny wiesiołkowatych. W jego obrębie znajdują się 4 gatunki. Występuje naturalnie w Stanach Zjednoczonych (w stanach Kalifornia i Arizona) oraz północno-zachodnim Meksyku. 

## Systematyka
Pozycja systematyczna według APweb (2001...)
Rodzaj należący do podrodziny Onagroideae, rodziny wiesiołkowatych (Onagraceae Juss.), która wraz z siostrzaną grupą krwawnicowatych (Lythraceae) wchodzi w skład rzędu mirtowców (Myrtales). Rząd należy do kladu różowych (rosids) i w jego obrębie jest kladem siostrzanym bodziszkowców.
Wykaz gatunków
| - Eulobus angelorum (S.Watson) W.L.Wagner & Hoch - Eulobus californicus Nutt. | - Eulobus crassifolius (Greene) W.L.Wagner & Hoch - Eulobus sceptrostigma (Brandegee) W.L.Wagner & Hoch |